# 罗晟 (吴越)
罗晟（？—？），五代十国时期吴越国将领，官至中直都指挥使。
后周攻打南唐，显德三年（956年）二月，命吴越国响应。吴越王钱弘俶遣丞相吴程督衢州刺史鲍修让、中直都指挥使罗晟攻打南唐的常州，又遣上直都指挥使路彦铢攻宣州，罗晟率战舰屯江阴。南唐静海制置使姚彦洪率兵民万人奔吴越。
鲍修让、罗晟先前在福州与吴程有隙，此次出征又被吴程打压，都心怀怨恨。三月，南唐右武卫将军柴克宏到常州，用幕布蒙住船，在其中藏匿甲士，声言迎回出使吴越的使者中书舍人乔匡舜，趁机发兵登岸，攻打吴越营寨，罗晟不力战，放过唐军攻打吴程的营帐，吴程仅以身免，柴克宏大破吴越兵，斩首万级。吴程回去后，所有官职都被剥夺。